# Claude Schockert
Claude Pierre Charles Schockert (* 6. Januar 1940 in Foug, Département Meurthe-et-Moselle, Frankreich) ist ein römisch-katholischer Geistlicher und emeritierter Bischof von Belfort-Montbéliard.

## Leben
Schockert wurde als Sohn eines Metallarbeiters geboren und besuchte die katholische Schule (Petit Seminaire) in Renémont. Seinen Militärdienst leistete er von 1960 bis 1962 in Algerien ab, bevor er in die theologische Hochschule (Grand Seminaire) von Nancy eintrat. Am 29. Juni 1965 empfing er die Priesterweihe und wurde als Vikar an der Kathedrale von Nancy bestellt.
Nach mehreren Stationen war er von 1984 bis 1994 Studentenpfarrer des Bistums. Ab 1990 kam noch die Aufgabe für die Studentenmission auf nationaler Ebene hinzu. 1994 wurde er zum Generalvikar ernannt und war zuständig für die Priesteraus- und weiterbildung. Nach der Ernennung von Jean-Paul Jaeger zum Bischof von Arras wurde er zum Diözesanadministrator ernannt für die Zeit der Vakanz bis zur Ernennung von Jean-Louis Papin zum neuen Bischof von Nancy.
Am 1. März 2000 wurde er zum zweiten Bischof von Belfort-Montbéliard ernannt. Die Bischofsweihe spendete ihm am 14. Mai sein Vorgänger, Bischof Eugène Lecrosnier; Mitkonsekratoren waren Yves Patenôtre, Bischof von Saint-Claude, und Jean-Louis Papin, Bischof von Nancy. In der französischen Bischofskonferenz war er Mitglied der Kommission für allgemeine Missionsaufgaben.
Papst Franziskus nahm am 21. Mai 2015 seinen altersbedingten Rücktritt an.